# Oola (Rapla)
Oola – wieś w Estonii, w prowincji Rapla, w gminie Rapla.